# Túnel de la risa

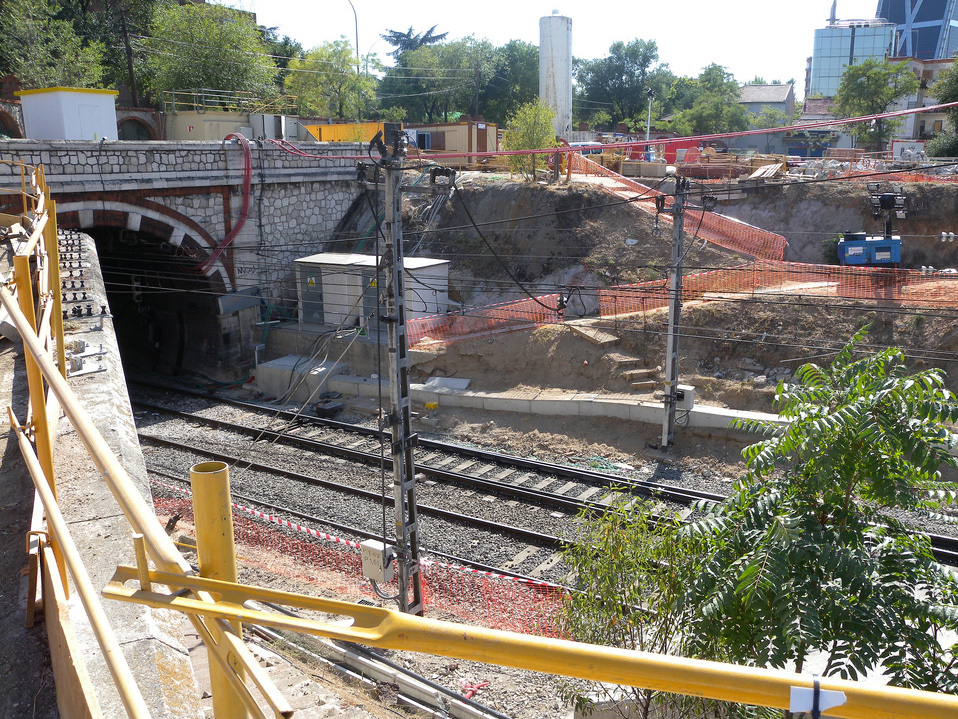
Nordeingang des ersten Tunnels des Lachens am Bahnhof Chamartín

Als Túnel de la risa werden die drei Tunnel bezeichnet, welche die beiden Madrider Hauptbahnhöfe Atocha und Chamartín miteinander verbinden. Zwei der Tunnel sind in iberischer Breitspur (1668 mm) ausgebaut und dienen vorwiegend dem S-Bahn-Verkehr der Cercanías Madrid, während der dritte in europäischer Regelspur (1435 mm) gebaut wurde und ausschließlich dem Hochgeschwindigkeitsverkehr zwischen Nord- und Südspanien dient.

## Geschichte

### Erster Tunnel
Die Bauarbeiten für den ersten, 7 km langen, zweigleisigen Tunnel (auch Túnel del este genannt) begannen im Jahre 1933. Festgelegt wurde eine Linienführung unter dem Paseo del Prado, dem Paseo del Recoletos und dem Paseo de la Castellana. Eröffnet wurde der Tunnel schließlich 1967, da der Bau von zahlreichen Problemen (Wirtschaftskrise, Spanischer Bürgerkrieg) immer verzögert wurde, was für reichlich Spott und Hohn in der madrilenischen Bevölkerung sorgte. Deswegen tragen die Tunnel auch den Namen Túnel de la risa, zu deutsch etwa Tunnel des Gelächters. Nebst dem Tiefbahnhof in Atocha wurden noch zwei weitere Stationen gebaut, Recoletos und Nuevos Ministerios. Mit der Fertigstellung des Bahnhofs Chamartín im Jahre 1982 wurde auch dieser an den Tunnel angeschlossen. Sämtliche Bahnsteiggleise wurden dabei an die beiden Tunnelgleise angebunden. Der Tunnel musste neben dem S-Bahn- zusätzlich einen erheblichen Fernverkehr aufnehmen, da der Bahnhof Chamartín vor dem Bau der Schnellfahrstrecke Madrid–Sevilla zumindest teilweise die Funktion eines Hauptbahnhofes bewältigen musste. Die zulässige Geschwindigkeit beträgt zwischen 60 und 80 km/h.

### Zweiter Tunnel
Nachdem der erste Tunnel an seine Kapazitätsgrenzen gestoßen war, beschloss man 2004, einen zweiten, ebenfalls zweigleisigen Tunnel zwischen Atocha und Chamartín für den Vorortverkehr mit einer Länge von 7,5 Kilometer westlich des bereits existierenden zu bauen. Insgesamt waren zwei Zwischenstationen vorgesehen, wovon Nuevos Ministerios (mit Verknüpfung zum ersten Tunnel) und Sol fertiggestellt wurden, wobei Sol erst 2009 in Betrieb genommen wurde. Die dritte Station, Alonso Martinez sollte bis 2015 errichtet werden.
Dieser zweite Tunnel (auch Túnel del oeste genannt, deutsch ›Westtunnel‹) wurde 2008 dem Verkehr übergeben. Projektiert wurde der Tunnel für Geschwindigkeiten von bis zu 90 Kilometern pro Stunde.

### Dritter Tunnel

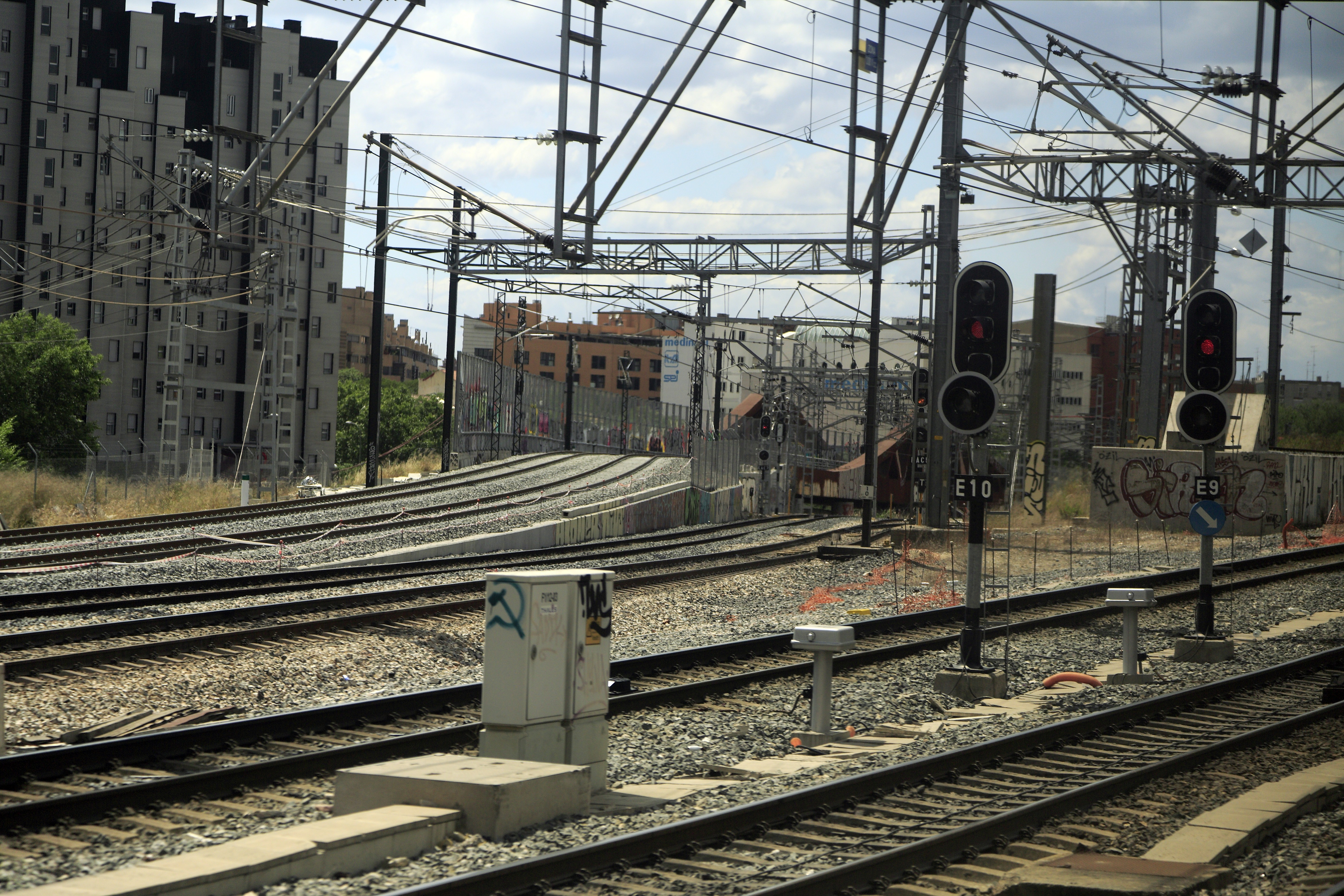
Regelspurtunnel, Tunnelrampe im Bahnhof Atocha
Mai 2017

Weil die auf Madrid zulaufenden Schnellfahrstrecken der RENFE an zwei verschiedenen Bahnhöfen (Chamartín und Atocha) enden, wurde seit geraumer Zeit über eine regelspurige Verbindung zwischen ihnen nachgedacht. Am 24. April 2010 begannen die Bauarbeiten für den wiederum zweigleisigen und 7,3 Kilometer langen Tunnel, der östlich des Túnel del este unter der Calle de Alfonso XII und der Calle de Serrano verlaufen soll. Am 11. Februar 2011 war die Tunnelröhre ausgebrochen. Aufgrund des geringen Haltestellenabstandes zwischen Chamartín und Atocha wurde der Tunnel für eine Höchstgeschwindigkeit von 120 km/h projektiert. Neben dem Tunnel umfasst das Projekt auch die Anbindung der bisherigen Bahnsteigstumpfgleise 16, 17 und 18 im Bahnhof Madrid Chamartin an den Tunnel sowie zwei zusätzliche Streckengleise von Madrid Atocha bis zur Abzweigstelle Torrejón de Velasco, wo sich die Schnellfahrstrecke nach Sevilla von derjenigen nach Valencia und Alicante trennt.
Die Baukosten wurden mit 206 Millionen Euro veranschlagt, 2017 wurde mit 289 Millionen Euro kalkuliert. Die eingesetzte Tunnelbohrmaschine beendete ihre Arbeit im Februar 2011. Die Fertigstellung war für Ende 2012 vorgesehen. Die spanische Finanzkrise verzögerte den weiteren Fortgang der Bauarbeiten. Die 25-kV-Fahrleitung der neuen Streckenabschnitte wurde am 22. August 2017 erstmals unter Spannung gesetzt. Die Inbetriebnahme wurde auf 2018 verschoben, weil das ERTMS noch nicht installiert war. 2019 war der Eröffnungszeitpunkt nicht absehbar, da technische Anlagen weiterhin nicht abgenommen worden waren. Im Februar 2020 wurde die Eröffnung für die zweite Jahreshälfte 2020 angekündigt, im Juli wurden die Auswirkungen der Corona-Pandemie als Grund für eine Verschiebung auf Ende 2020 angegeben. Im November 2021 wurde von einer Eröffnung im ersten Halbjahr 2022 ausgegangen. Am 1. Juli konnte schließlich die neue Infrastruktur in Betrieb genommen werden. Die Kosten beliefen sich auf 1,072 Mrd. Euro. Seitdem sind durchgehende Verbindungen auf Regelspur vom Norden Spaniens nach Sevilla, Valencia und darüber hinaus ohne die Notwendigkeit der Umspurung möglich.

## Verkehr

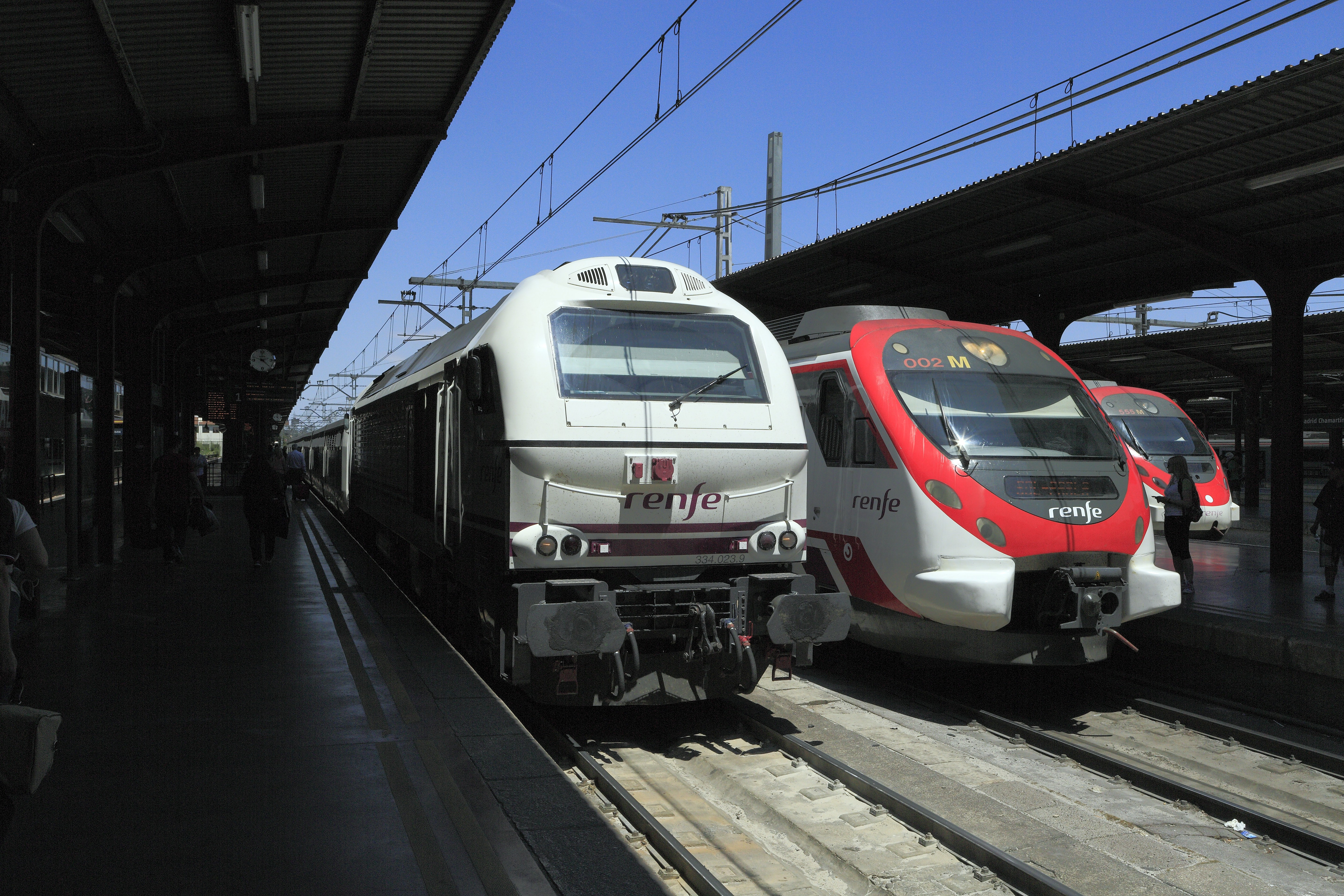
Verkehr durch den »Túnel del Oeste«, links ein Talgo Madrid–Almería, rechts eine Civia-Einheit der Cercanías. Bf Madrid Chamartín, Gleise 1 und 2

Die beiden Breitspurtunnel bilden die zentrale Achse der Cercanías Madrid. Fünf Linien (C-1, C-2, C-7, C-8 und C-10) führen durch den Túnel del este, zwei weitere (C-3 und C-4) durch den Túnel del oeste.
Auch einige andere Regional- und Fernverkehrszüge, darunter sämtliche Breitspurzüge in Richtung Andalusien, Valencia und Extremadura passieren diese beiden Tunnel, halten jedoch nur in Chamartín und Atocha. Aus Kapazitätsgründen und wegen des Fehlens von breitspurigen Abstell- und Behandlungsanlagen in Atocha seit der Inbetriebnahme der Schnellfahrstrecke Madrid–Barcelona müssen diese in Chamartín beginnen und enden. Für Verbindungen zwischen den Regelspurstrecken nach Norden und Süden waren bis zur Inbetriebnahme des Regelspurtunnels umspurbare Fahrzeuge erforderlich. Diese Züge mussten vor der Einfahrt und nach der Ausfahrt aus den Breitspurtunneln eine Umspuranlage durchfahren. Seit der Eröffnung des Normalspurtunnels können alle Hochgeschwindigkeitszüge ohne Umspuren zwischen Atocha und Chamartín verkehren.

## Stationen

### Chamartin
Der Bahnhof Chamartín liegt bereits außerhalb der Tunnel und ist als Durchgangsbahnhof angelegt. Alle Züge, welche einen der Tunnel befahren, halten in Chamartín, dies sind alle Fernverkehrszüge, alle Media Distancia RENFE und alle Cercanías-Linien, welche nach Atocha führen. Dazu enden in Chamartín alle weiteren Züge aus Norden, so auch die Hochgeschwindigkeitszüge aus Valladolid, Santander oder Bilbao.

### Nuevos Ministerios
Der Haltepunkt beider Breitspurtunnel wird von allen sieben Cercanías-Linien bedient und bietet einen Umsteigepunkt zum Madrider Metronetz an. Die restlichen Züge, welche einen der beiden Breitspurtunnel nutzen, durchfahren die Station ohne Halt.

### Sol
Die 2009 eingeweihte Station liegt unter der Puerta del Sol und wird von zwei Cercanías-Linien benutzt. Sie liegt im Túnel del oeste. Andere Züge bedienen den Haltepunkt nicht. Auch hier besteht eine Umsteigemöglichkeit zur Metro.

### Recoletos
Der im Túnel del este gelegene Bahnhof wird ausschließlich von fünf Cercanías-Linien bedient und ist einer der wenigen Bahnhöfe des S-Bahn-ähnlichen Systems, welcher keinen direkten Anschluss ans U-Bahn-Netz Madrids aufweist, auch wenn zwei Stationen in unmittelbarer Nähe liegen.

### Atocha
Der unterirdische Teil Atochas wird von allen sieben Cercanías-Linien und von allen anderen Zügen, welche die Tunnel nutzen, bedient. Für den Anschluss des dritten Tunnels soll ein neuer zusätzlicher Tiefbahnhof für Hochgeschwindigkeitszüge in Atocha gebaut werden. Des Weiteren gewährleisten zwei Metrostationen den Anschluss ans Madrider U-Bahn-Netz.